# Direction générale des Relations internationales et des Étrangers
La direction générale des Relations internationales et des Étrangers (en espagnol : Dirección General de Relaciones Internacionales y Extranjería) est une direction générale du ministère de l'Intérieur d'Espagne.

## Structure

### Création
La direction générale des Relations internationales et des Étrangers est créée en 2006. Elle remplace la délégation du gouvernement aux Étrangers et à l'Immigration, supprimée en 2004 au profit du secrétariat d'État à l'Immigration et à l'Émigration du ministère du Travail.

### Siège
Le siège de la Direction générale des Relations internationales et des Étrangers se situe au 8 de la rue Amador de los Ríos à Madrid.

### Missions
Les missions de la Direction générale des Relations internationales et des Étrangers sont de :
- organiser et préparer les activités internationales que le ministère entreprend en matière d'immigration et des étrangers ;
- coordonner la participation des représentants du ministère aux groupes et comités du Conseil de l'Union européenne ;
- suivre les décisions communautaires qui affectent le ministère ;
- coordonner l'action du ministère avec celui des Affaires étrangères et de la Coopération ;
- coordonner la coopération policière internationale et définir le programme d'action des organes techniques du ministère ;
- organiser les relations du ministère avec les autorités des autres gouvernements.

## Directeur généraux
| Dates du mandat | Dates du mandat | Directeur général  |
| --------------- | --------------- | ------------------ |
| 12.09.2006      | 15.10.2011      | Arturo Avello      |
| 15.10.2011      | 31.11.2011      | Ángeles Moreno Bau |
| 31.12.2011      | 11.02.2017      | Carlos Abella      |
| 18.02.2017      | En fonction     | Elena Garzón       |